# Sportclub Eendracht Aalst
Eendracht Aalst é uma equipe belga de futebol com sede em Aalst. Disputa a segunda divisão da Bélgica (Belgian Second League).
Seus jogos são mandados no Pierre Cornelisstadion, que possui capacidade para 7.500 espectadores.

## História
O Eendracht Aalst foi fundado em 25 de Junho de 1909.